# Listă de actori evrei
Este o listă incompletă cu actori și actrițe de origine evreiască tradusă din Wikipedia în limba engleză.
Fiecare intrare trebuie să fie însoțită de o sursă sigură de identificare a individului ca un actor evreu. Pentru mai multe informații despre ce surse de încredere se poate considera un evreu, a se vedea cine este evreu. În mod ideal, cea mai bună sursă de informații este de auto-identificare de către persoana însăși, cu toate acestea, în unele cazuri, sursele pot identifica persoana ca evreu, în temeiul unuia sau mai multor părinți de a fi evrei sau convertiți la iudaism. Acestea trebuie să fie înregistrate în listă, împreună cu sursa.

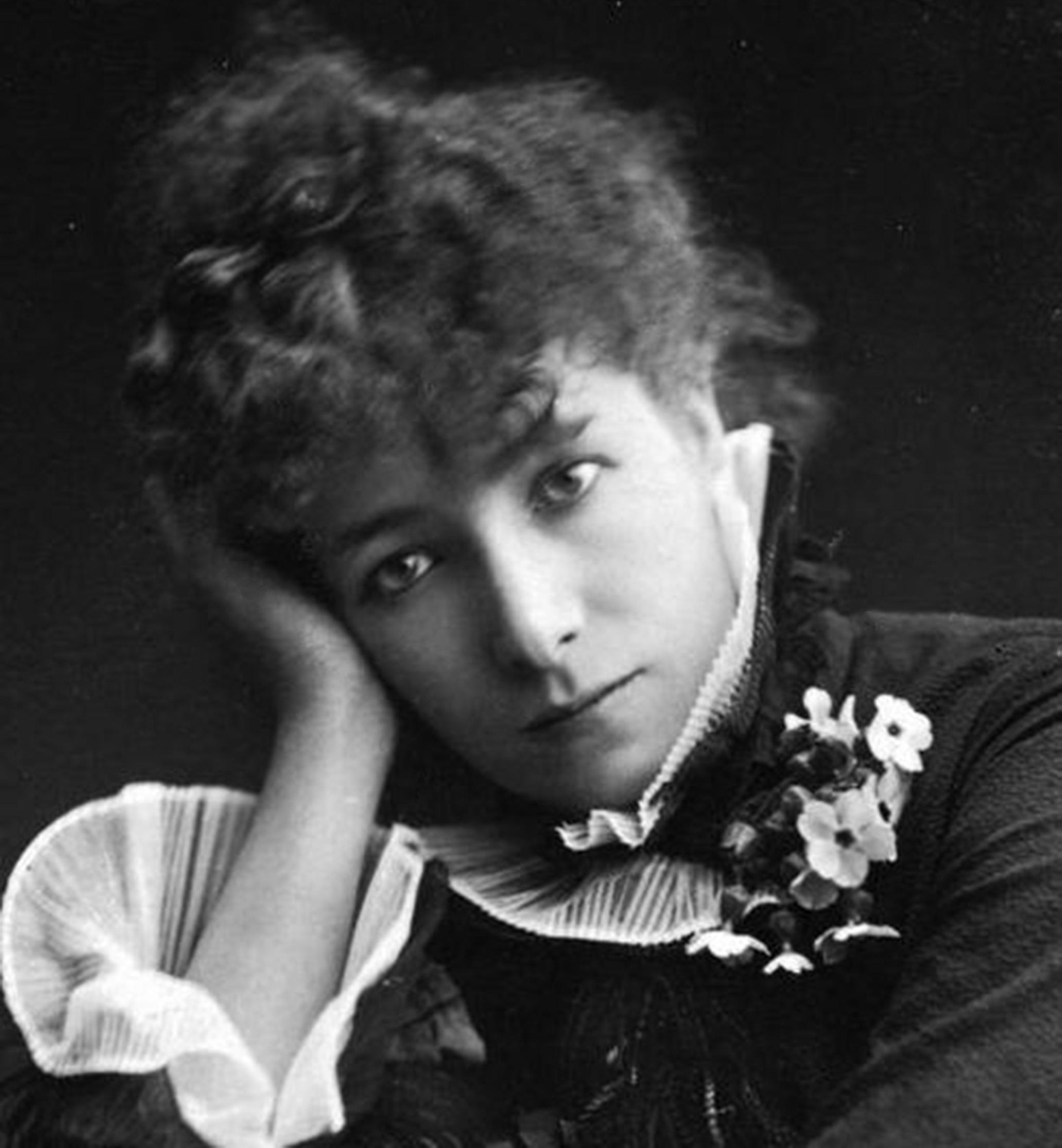
Sarah Bernhardt (1844—1923)
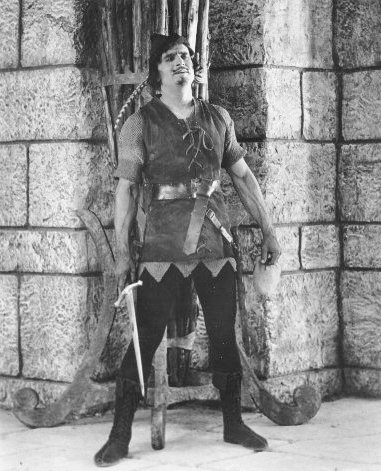
Douglas Fairbanks, Sr. (1883 – 1939)
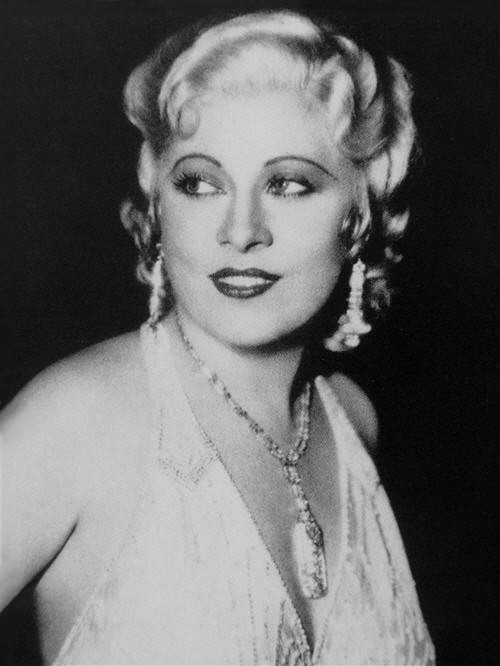
Mae West (1893 – 1980)
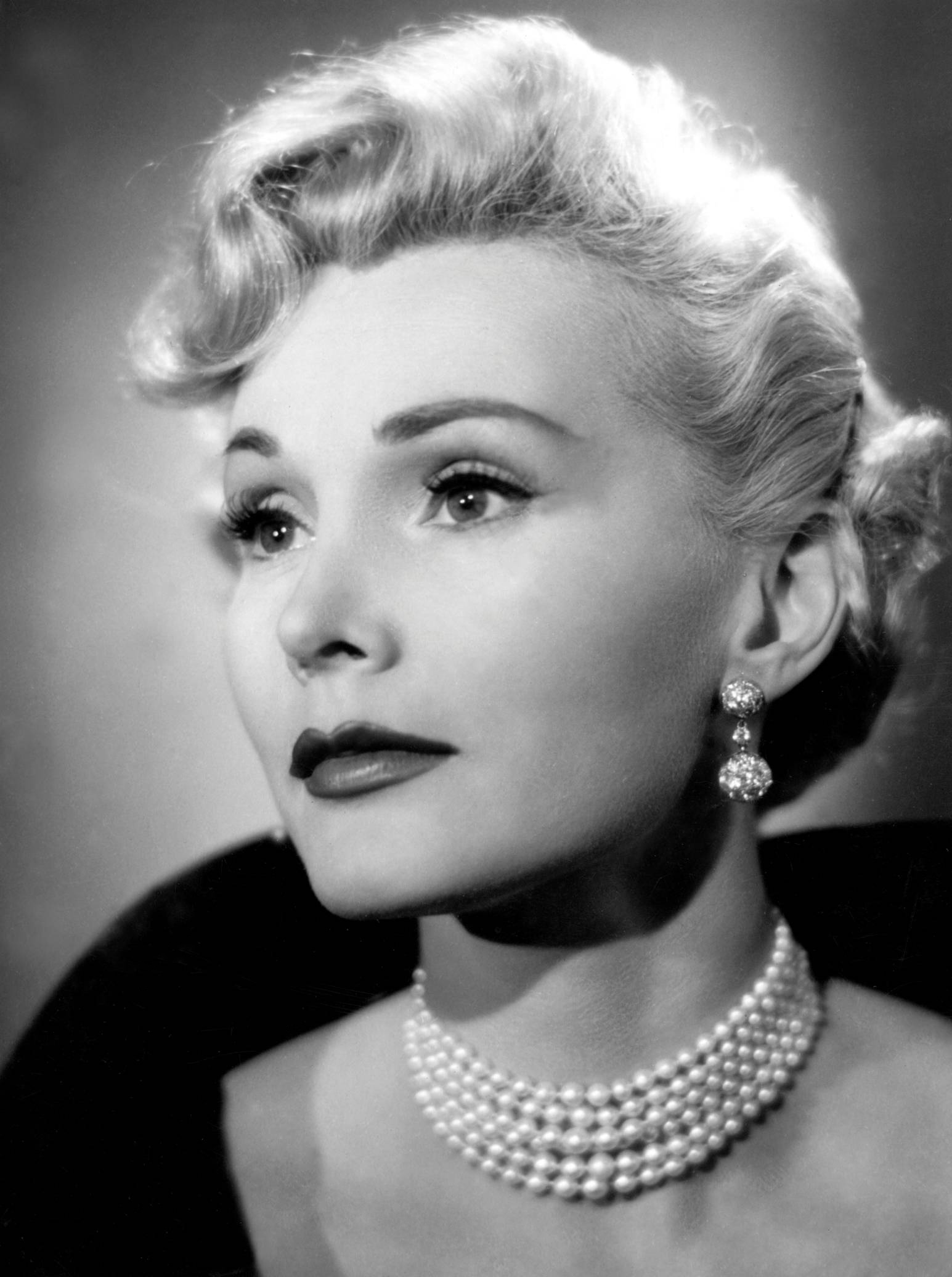
Zsa Zsa Gabor (1917 - 2016)
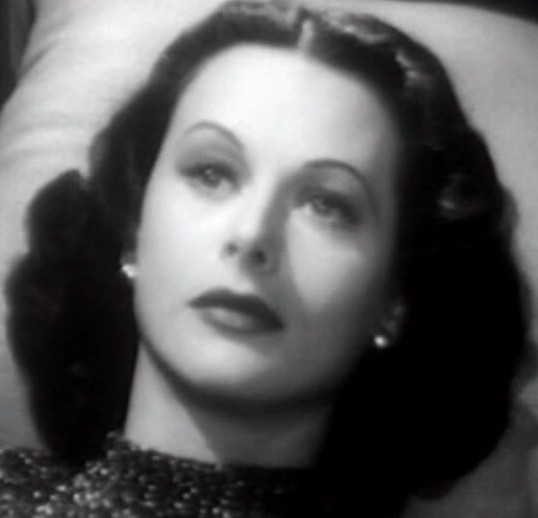
Hedy Lamarr (1914 – 2000)
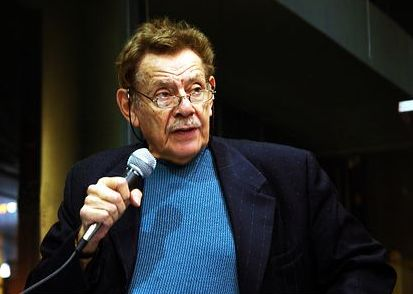
Jerry Stiller (1927 – 2020)
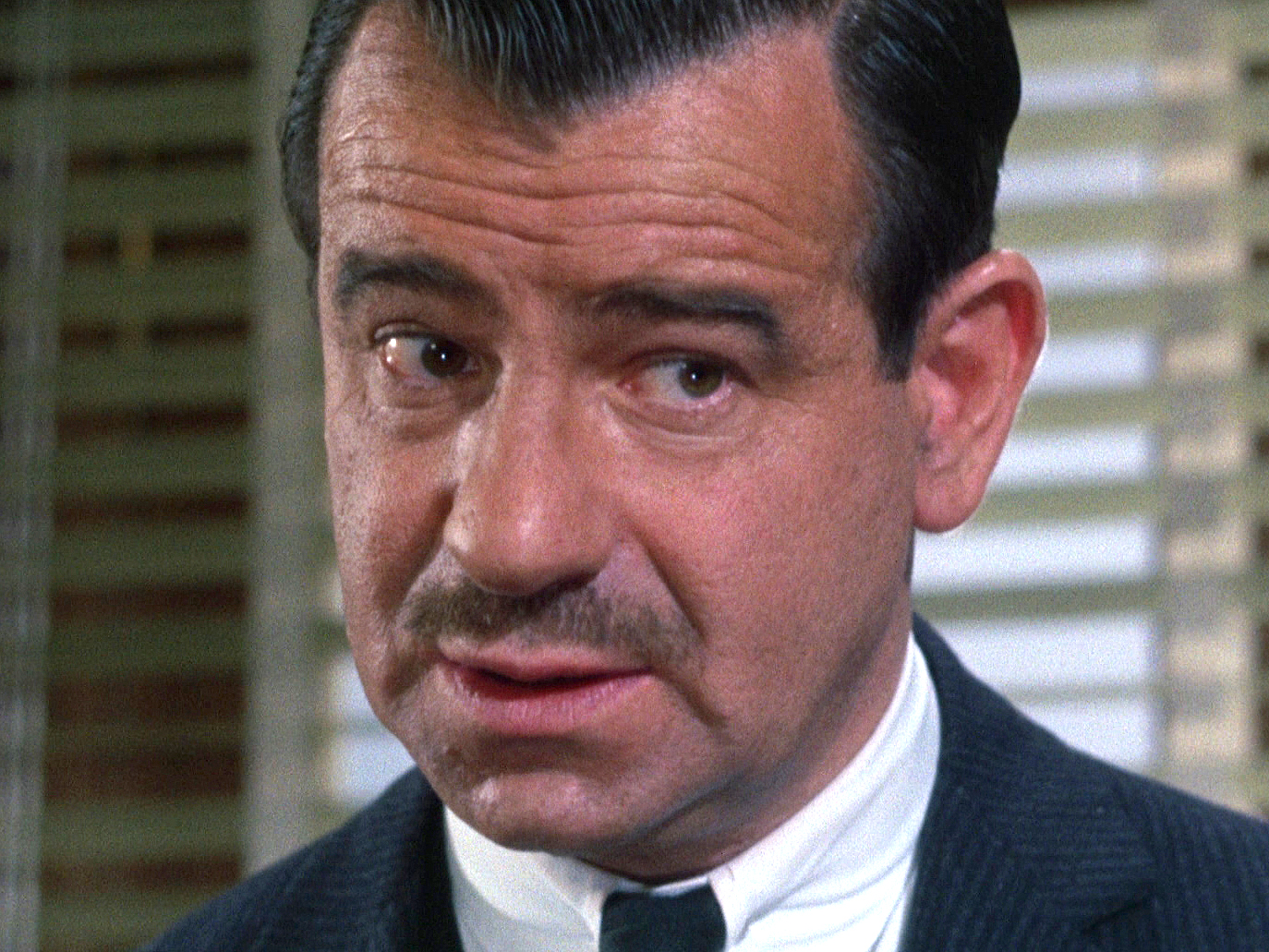
Walter Matthau (1920–2000)
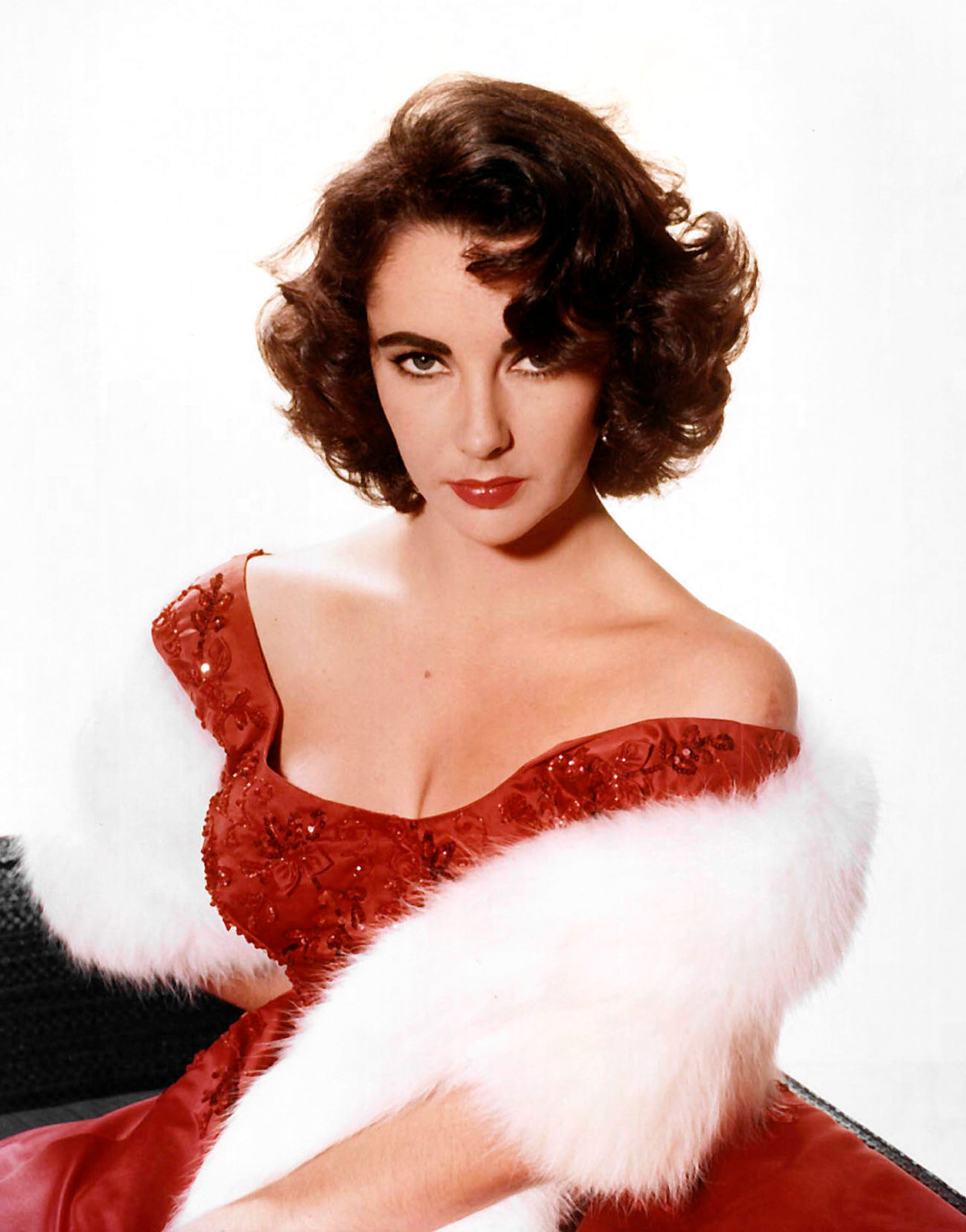
Elizabeth Taylor (1932–2011)
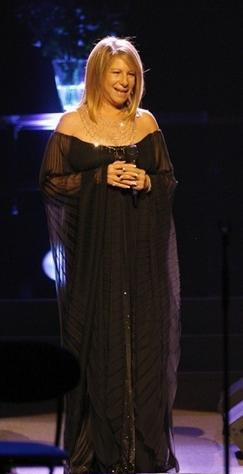
Barbra Streisand (1942–)
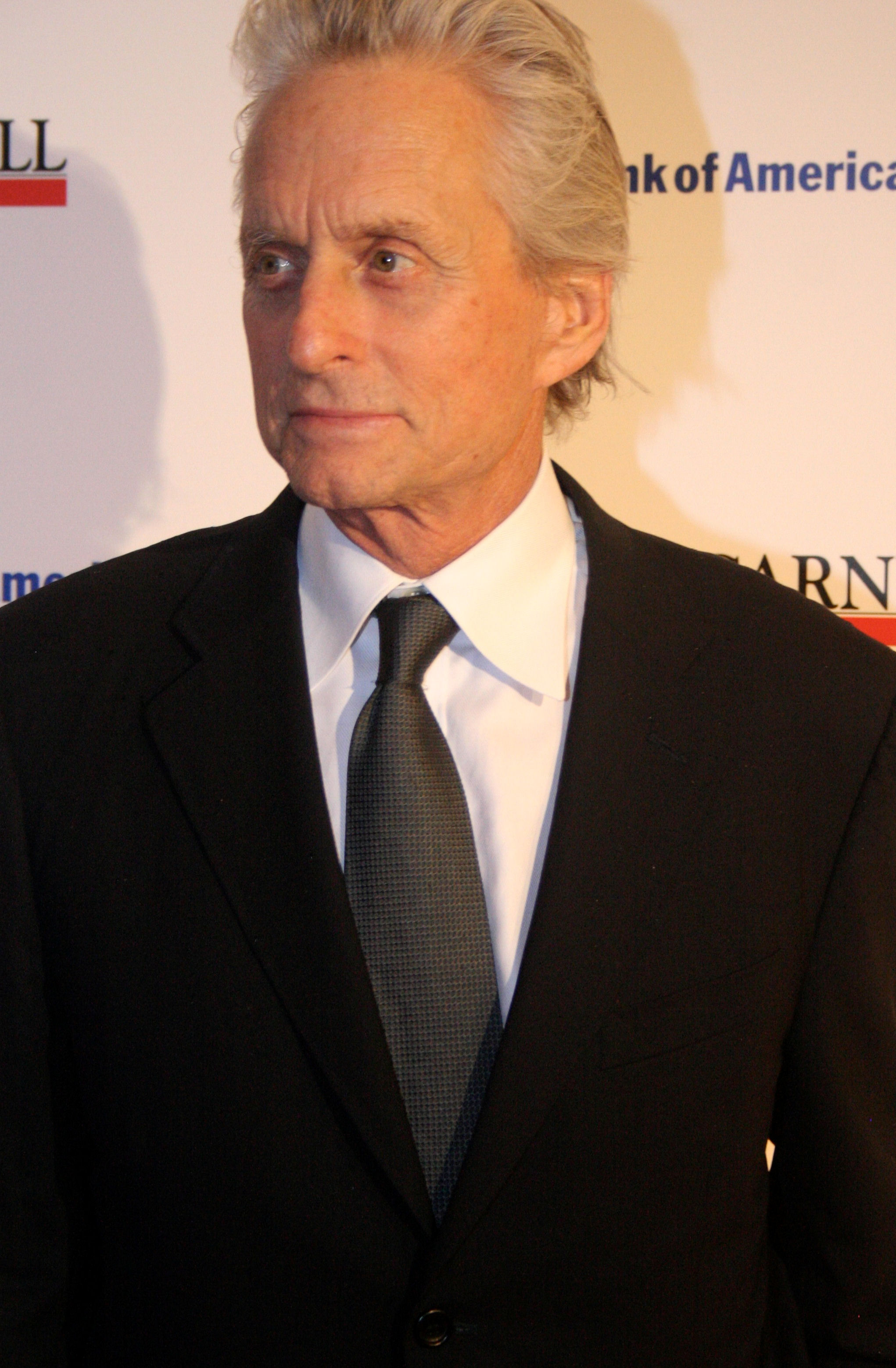
MichaelDouglas (1944–)
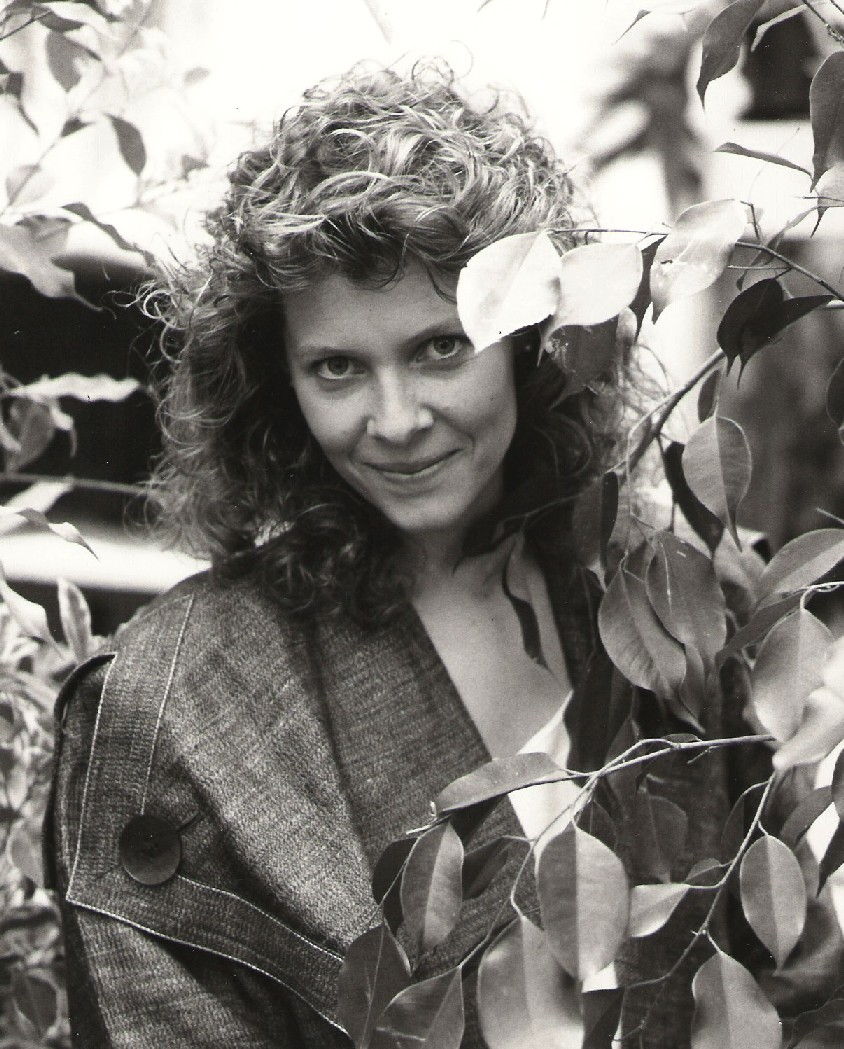
Kate Capshaw (1953–)
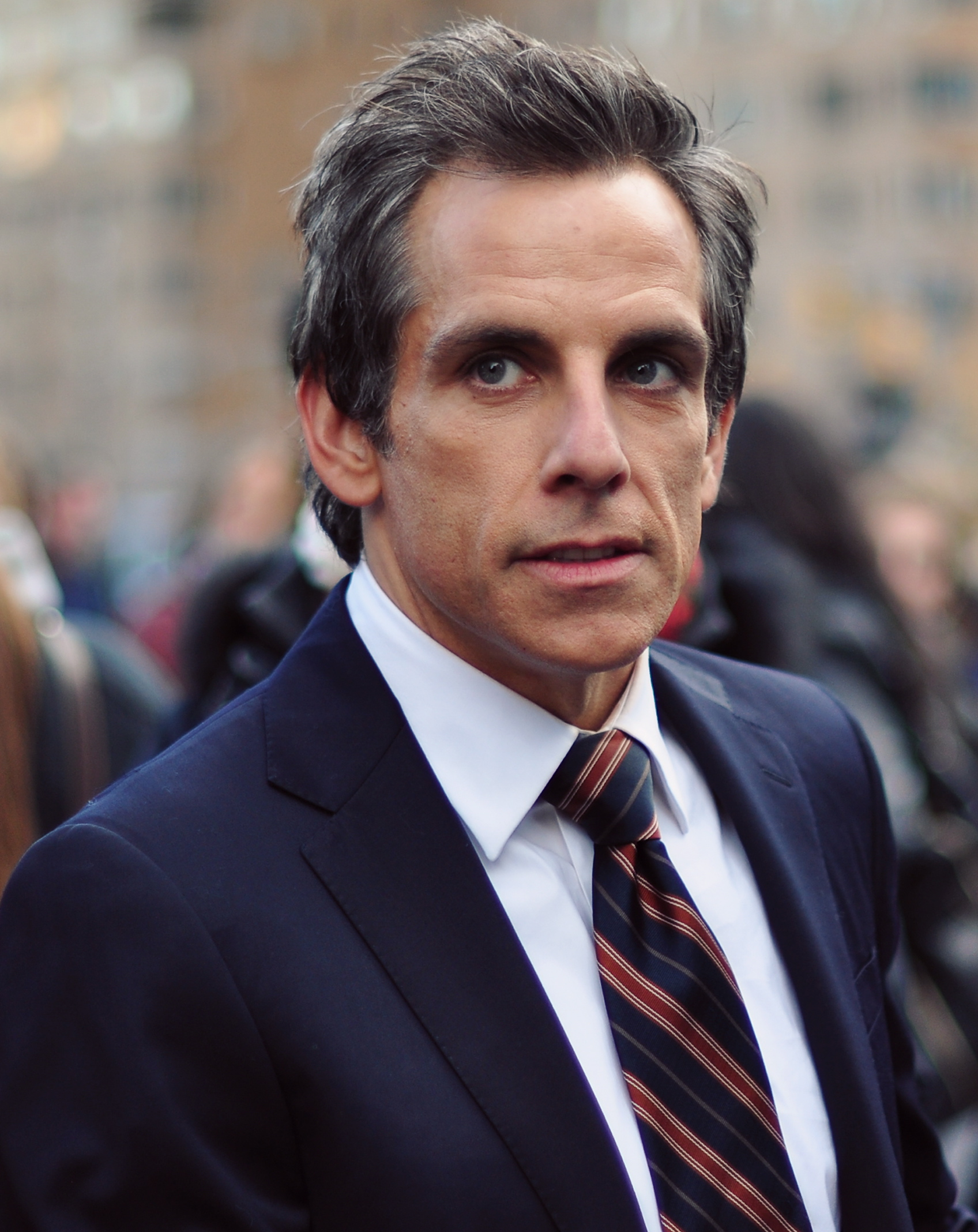
Ben Stiller (1965–)
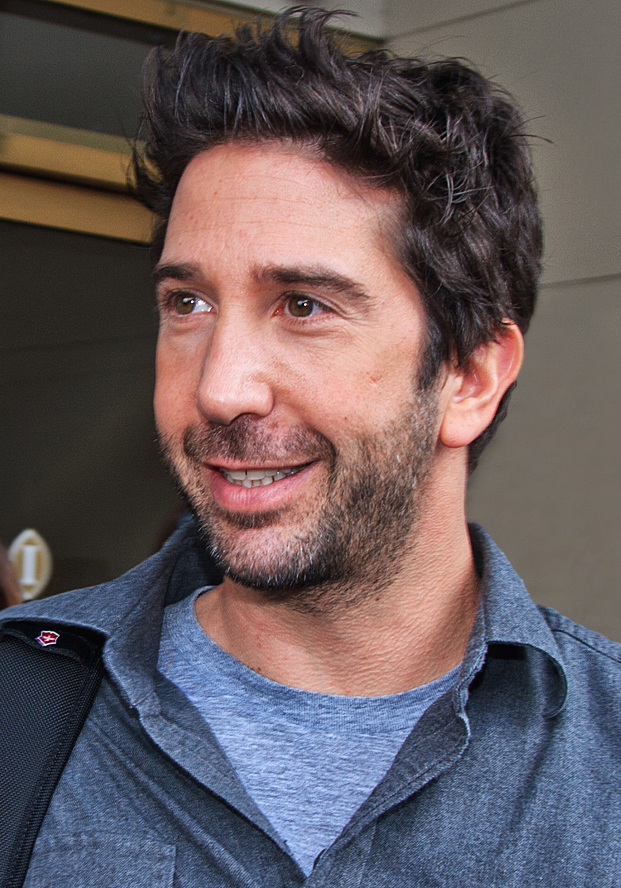
David Schwimmer (1966–)
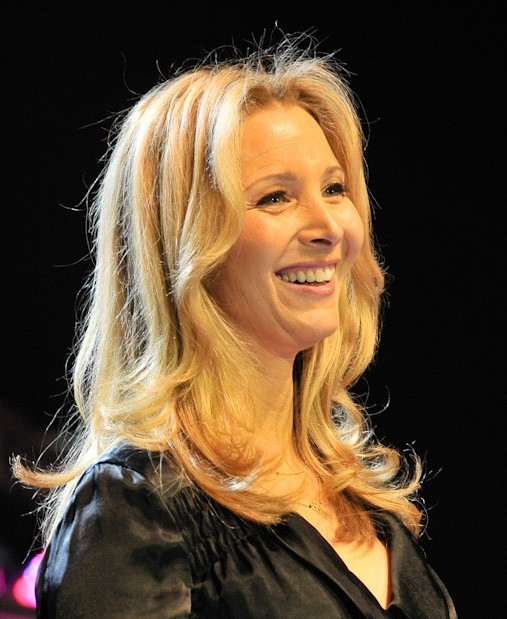
Lisa Kudrow (1963–)
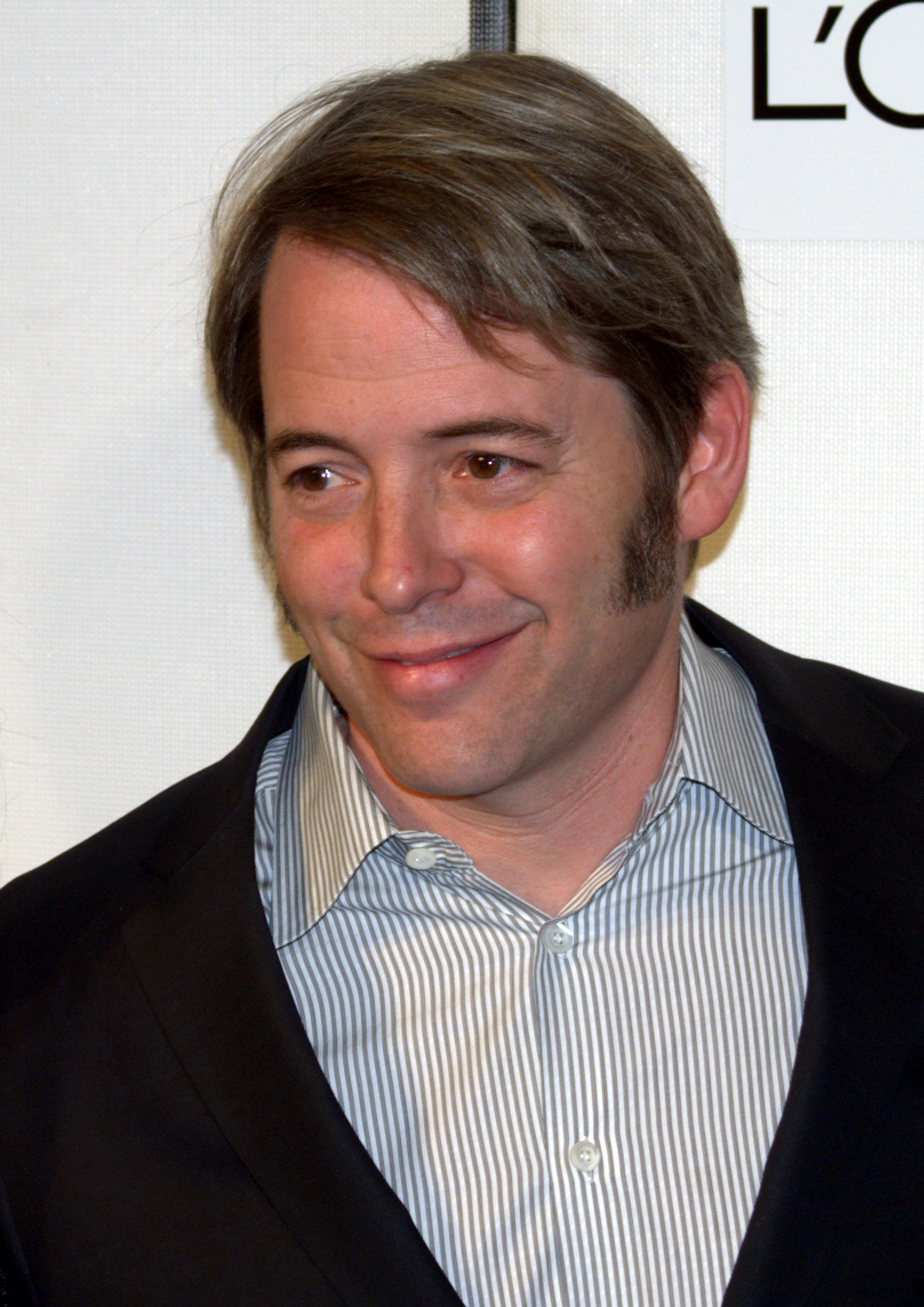
Matthew Broderick (1962–)
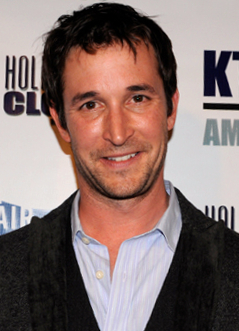
Noah Wyle (1971–)
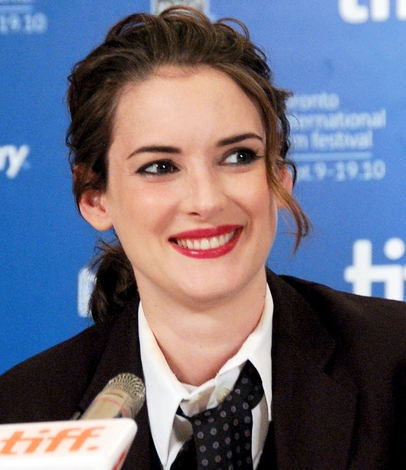
Winona Ryder (n.1976–)
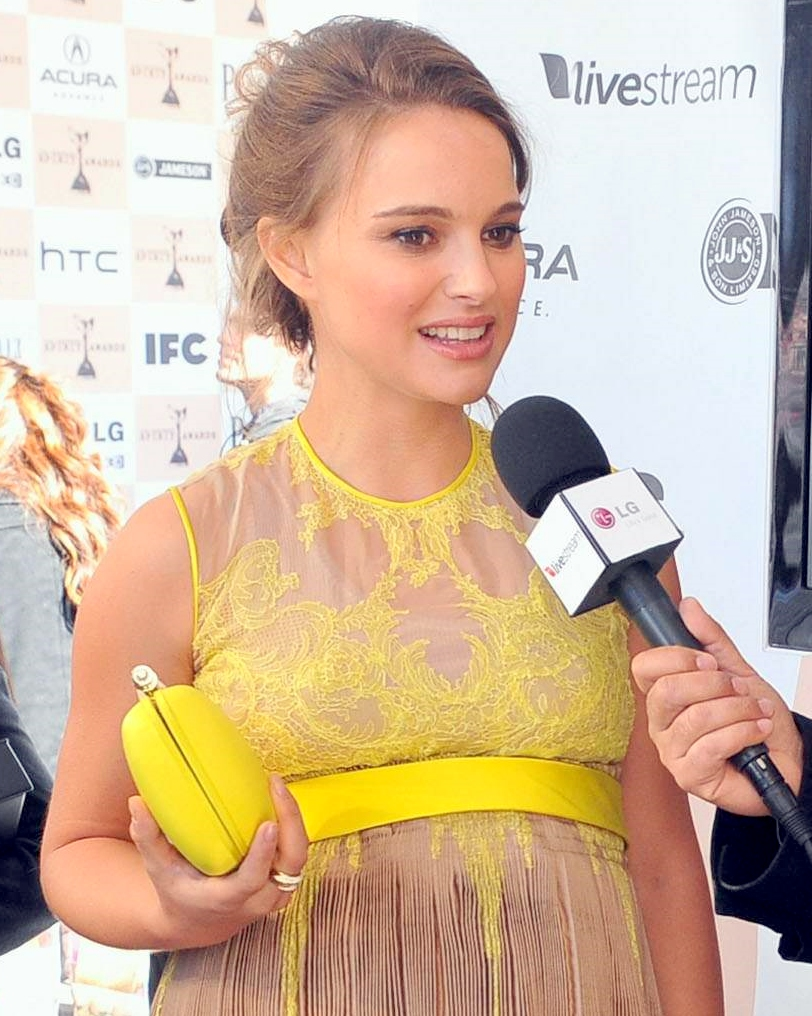
Natalie Portman (n.1981–)

## Vezi și
- Listă de actori din Israel